# Новотроїцьке (Шахівська сільська громада)
Новотро́їцьке — село Шахівської сільської громаді Покровського району Донецької області, в Україні. 
Відстань до райцентру становить близько 17 км і проходить автошляхом Т 0514. Поблизу села розташоване заповідне урочище Брандушка.

## Населення

### Мова
Розподіл населення за рідною мовою за даними перепису 2001 року:
| Мова       | Кількість | Відсоток |
| ---------- | --------- | -------- |
| українська | 185       | 96.35%   |
| російська  | 7         | 3.65%    |
| Усього     | 192       | 100%     |

## Історія
Назва хутора "Ново-Троїцький" утворене від назви села Троїцького Мелітопольського повіту, звідки походять родини перших поселенців - Бабанін і Перепадя. Це село знаходиться приблизно в 25 кілометрах на північ від міста Мелітополя.
Хутір Ново-Троїцький Золотоколодежской волості заснований в 1890 р або трохи раніше. У 1890 році жителі хутора вперше згадуються в метричних книгах Дмитрівській церкві с. Золотий Колодязь  У 1898 році поміщиця з Золотого Криниці Олена Юхимівна продала частину своєї землі вихідцям з Таврії. Першими поселенцями були 32 родини.
Жителі хутора - вихідці в основному з Мелітопольського і Бердянського повітів Таврійської губернії і Олександрівського повіту Катеринославської губернії. За цими повітах і губерніях вони і продовжують значитися в метричних книгах до 1919 р, хоча фактично жили на хуторі Ново-Троїцькому.
Населений пункт був дуже заможний. Тому в 1930 році значна частина його жителів розкуркулено.

## Відомі люди
- Катрич Ганна Михайлівна -  "Мати - героїня".[2]

## Жертви сталінських репресій
- Красюк Микола Пилипович, 1904 року народження, с. Новотроїцьке Краматорського району Донецької області, українець, освіта початкова, безпартійний. Проживав: х. Донський Краматорського району Донецької області. Робітник заводу ім. Ворошилова. Заарештований 24 грудня 1937 року. Засуджений трійкою УНКВС по Донецькій області до розстрілу з конфіскацією майна. Вирок приведено до виконання у м. Сталіно (м. Донецьк) 2 березня 1938 року. Реабілітований у 1962 році.
- Іващенко Кирило Силович, 1891 року народження,  с. Новотроїцьке Краматорського району Донецької області, українець, освіта початкова, безпартійний. Хлібороб. Проживав: х. Швейцарія Краматорського району Донецької області. Заарештований 29 березня 1932 року. Особливою нарадою при колегії ДПУ УРСР 2 листопада 1932  року засуджений на 3 роки ВТТ. Реабілітований у 1990 році.

## Підприємства
- ТОВ АПК "Бекон"